# 上高井戸
上高井戸（かみたかいど）は、東京都杉並区の地名、現行行政地名は上高井戸一丁目から上高井戸三丁目。住居表示実施済み区域。

## 地理
杉並区の南部に位置し、隣接する世田谷区に突き出す（特に一・二丁目付近）ように地域を形成している。町域の北部は杉並区久我山・高井戸西・高井戸東にそれぞれ接し、東部は杉並区下高井戸に接する。南部は世田谷区上北沢・八幡山・南烏山にそれぞれ接する。西部は世田谷区北烏山に接している。南端付近は京王線の駅があり、駅周辺や幹線道路沿いにビルや商店、北端付近には生産緑地等が点在するほか、その他全域に戸建住宅・共同住宅が多く存在するエリアである。
なお、上高井戸一丁目を除く全域が杉並南部土地区画整理事業施行区域に指定されている。

### 地価
住宅地の地価は、2025年（令和7年）1月1日の公示地価によれば、上高井戸1-4-23の地点で63万7000円/m2となっている。

## 歴史
上高井戸の名は、かつての高井戸宿が1604年（慶長9年）に上高井戸宿（現在の上高井戸一丁目、環八通りと甲州街道の交差点付近を中心とする）と、下高井戸宿（現在の下高井戸四丁目2番付近を中心とする）に分けられたことに端を発する。（もっとも安土桃山時代中後期の文献にも「上高井土」「上高井戸」の名は見ることができる。）
江戸後期には宿場町としての役割を終えるとともに、上高井戸村が1889年（明治22年）に下高井戸村と合併し高井戸村上高井戸となった後、高井戸村は1926年（大正15年）の町制施行（高井戸町）を経て、1932年（昭和7年）に杉並町、井荻町、和田堀町と合併し、杉並区の一部を形成することとなった。このとき、上高井戸は杉並区上高井戸一丁目～五丁目として区域設定される。
1969年（昭和44年）に住居表示を実施し、その際、旧上高井戸一丁目の全域と二丁目の一部を上高井戸一丁目～三丁目に再整理され、現在に至る。
なお、旧二丁目の一部は現在の久我山一丁目、旧三丁目の全域は久我山二丁目、高井戸西一丁目および高井戸東一丁目～二丁目に、旧四丁目は高井戸東三丁目～四丁目、下高井戸五丁目、および浜田山三丁目～四丁目、旧五丁目は高井戸西三丁目～四丁目および宮前一丁目にそれぞれ編入または再編成された。このとき、上高井戸四丁目および五丁目は町名表示としては消滅したが、上高井戸四丁目については人見街道上を走る路線バス（京王バス）のバス停（現・杉並区高井戸東三丁目15番付近）にその名を残している。

## 世帯数と人口
2025年（令和7年）3月1日現在（杉並区発表）の世帯数と人口は以下の通りである。
| 丁目           | 世帯数    | 人口     |
| -------------- | --------- | -------- |
| 上高井戸一丁目 | 4,169世帯 | 6,379人  |
| 上高井戸二丁目 | 1,854世帯 | 3,650人  |
| 上高井戸三丁目 | 1,301世帯 | 2,173人  |
| 計             | 7,324世帯 | 12,202人 |

### 人口の変遷
国勢調査による人口の推移。
| 年                 | 人口   |
| ------------------ | ------ |
| 1995年（平成7年）  | 8,090  |
| 2000年（平成12年） | 9,355  |
| 2005年（平成17年） | 10,390 |
| 2010年（平成22年） | 11,318 |
| 2015年（平成27年） | 11,819 |
| 2020年（令和2年）  | 12,551 |

### 世帯数の変遷
国勢調査による世帯数の推移。
| 年                 | 世帯数 |
| ------------------ | ------ |
| 1995年（平成7年）  | 3,999  |
| 2000年（平成12年） | 4,714  |
| 2005年（平成17年） | 5,654  |
| 2010年（平成22年） | 6,247  |
| 2015年（平成27年） | 6,815  |
| 2020年（令和2年）  | 7,452  |

## 学区
区立小・中学校に通う場合、学区は以下の通りとなる（2016年1月時点）。
| 丁目           | 番地 | 小学校                 | 中学校                 |
| -------------- | ---- | ---------------------- | ---------------------- |
| 上高井戸一丁目 | 全域 | 杉並区立富士見丘小学校 | 杉並区立富士見丘中学校 |
| 上高井戸二丁目 | 全域 | 杉並区立富士見丘小学校 | 杉並区立富士見丘中学校 |
| 上高井戸三丁目 | 全域 | 杉並区立高井戸東小学校 | 杉並区立高井戸中学校   |

## 交通

### 鉄道
| 街区内の駅               | 隣接する街区の駅                                                                                  |
| ------------------------ | ------------------------------------------------------------------------------------------------- |
| 京王線 - 八幡山駅(KO 10) | 京王線 - 上北沢駅(KO 09) - 芦花公園駅(KO 11) 京王井の頭線 - 高井戸駅(IN 12) - 富士見ヶ丘駅(IN 13) |

- エイトライナー ｰｰｰ 同地区を対象とした路線構想

町域内における鉄道駅として、町域南東端に京王線・八幡山駅、環八通りを挟んで西側に芦花公園駅（住所地上は世田谷区南烏山。開業当初は上高井戸駅と名乗っていた）が設置されているほか、京王井の頭線富士見ヶ丘駅（同久我山五丁目）・高井戸駅（同高井戸西二丁目）も徒歩圏内にあり、上高井戸三丁目の一部は京王線上北沢駅が最寄り駅となる。

### 道路
道路交通は中央自動車道（首都高速道路4号新宿線）、国道20号（甲州街道）、環八通り、放射第5号線（東京都道14号新宿国立線）など、町域の周囲を幹線道路に囲まれているため自動車交通の便がよく、南北のJR中央線快速（荻窪駅）、小田急小田原線（成城学園前駅）方面へは路線バスも利用できる。

## 事業所
2021年（令和3年）現在の経済センサス調査による事業所数と従業員数は以下の通りである。
| 丁目           | 事業所数  | 従業員数 |
| -------------- | --------- | -------- |
| 上高井戸一丁目 | 300事業所 | 2,481人  |
| 上高井戸二丁目 | 56事業所  | 709人    |
| 上高井戸三丁目 | 28事業所  | 298人    |
| 計             | 384事業所 | 3,488人  |

### 事業者数の変遷
経済センサスによる事業所数の推移。
| 年                 | 事業者数 |
| ------------------ | -------- |
| 2016年（平成28年） | 397      |
| 2021年（令和3年）  | 384      |

### 従業員数の変遷
経済センサスによる従業員数の推移。
| 年                 | 従業員数 |
| ------------------ | -------- |
| 2016年（平成28年） | 3,157    |
| 2021年（令和3年）  | 3,488    |

## 一般施設
- 京王リトナード八幡山
- まいばすけっと八幡山駅前店

これら以外に、いずれも当地域ではないが、八幡山駅の北側にオオゼキ八幡山店、芦花公園駅南口にサミット芦花公園駅前店があるほか、八幡山駅、芦花公園駅、富士見ヶ丘駅には小規模ながら商店街が形成されている。全般、域内での商店・飲食店の営業は少ないが、隣接の千歳烏山駅を含め近隣に大小の商業エリアを抱える。

## 公共・文化施設
- 杉並区立富士見丘小学校
- 宝陽幼稚園
- 杉並大宙みたけ保育園
- 杉並上高井戸郵便局
- 上高井戸区民集会所
- 上高井戸南公園
- 上高井戸東公園
- 上高井戸宿公園
- 浅間橋公園
- 上高井戸第二児童遊園
- はなみずき緑地
- はるかぜ緑地
- 上高井戸西原緑地
- つばき緑地

小規模な公園が点在するほかは域内に大規模な文化施設は存在しない。また、区の出張所や図書館といった施設も町域によっては若干遠隔（最寄は高井戸駅前事務所等）となる。また、住居表示実施以前の旧上高井戸地区（主に旧四丁目～五丁目）に存在した施設が、現在も上高井戸○○の名称を使用して残っているケースもあるが、現在の上高井戸地域からは離れているものが多い。

## 防災・防犯
- 警視庁高井戸警察署上高井戸交番
- 上高井戸巡回安全パトロールステーション

## その他

### 日本郵便
- 郵便番号 : 168-0074[3]（集配局 : 杉並南郵便局[15]）。